# Aurélien Duarte
 (avril 2014).
Si vous disposez d'ouvrages ou d'articles de référence ou si vous connaissez des sites web de qualité traitant du thème abordé ici, merci de compléter l'article en donnant les références utiles à sa vérifiabilité et en les liant à la section « Notes et références ».
Aurélien Duarte, né le 20 octobre 1970 à Dakar, est un boxeur professionnel français de boxe thaï et de kick boxing. Il est septuple champion du monde, dont un titre en karaté shidokan.

## Biographie
Aurélien Duarte naît à Dakar de parents immigrés du Cap-Vert. À l'age de 3 ans, il arrive en France. Il est placé dans plusieurs familles d'accueil avant de grandir à Villejuif. Durant son enfance, il souffre de la maladie des os de verre.
À l'age de 17 ans, il se passionne pour les arts martiaux, notamment la boxe thaï, le kick-boxing et le shidokan, un style de karaté.
En 1996, il devient champion du monde de boxe thaï et enchaîne les victoires dans les trois disciplines jusqu'en 2006. Il termine sa carrière de compétiteur en 2011.
Il travaille ensuite[Quand ?] comme mannequin (Kenzo)[réf. nécessaire] et professeur de boxe thaï à Châtillon et à Claye-Souilly.[réf. nécessaire] Il participe à l’entraînement des équipes du GIGN entre 2011 en 2013.
Il adopte en 2010 un style de vie lié au bien-être et devient végétarien. Il s'intéresse depuis « à la souffrance animale, à l'écologie, à l'histoire de l'alimentation » et participe à des rencontres autour de l'écologie et du bien-être .

## Vie privée
Il est l'oncle du rappeur et acteur Stomy Bugsy,. Deux ans les séparent.

## Palmarès
- Champion d'Europe de muay-thaï 1995, poids lourd[6]
- Champion du monde de muay-thaï 1996, poids lourd[6]
- Champion du monde de kick-boxing 1997
- Champion du monde de karaté shidokan 1998
- Champion du monde de kick-boxing 1999
- Champion du monde de muay-thaï 2000
- Champion du monde de kick-boxing 2004[13]
- Champion du monde de kick-boxing 2006, 9 juin 2006, Châtillon[7]

## Cinéma
- 1996 : Salut cousin ! de Merzak Allouache : un boxeur[14]
- 2010 : Gauche droite de Stéphane Bouquet : le champion[15] (court-métrage)[3]

## Télévision
- 2006 : On n'est pas couché (émission du 25 novembre)[12]
- 2013 : Planète Fight[3] (série documentaire sur les arts martiaux, 3 épisodes de 52 minutes diffusés sur Escales)[16]

## Théatre
- 2016 : One Human Show, Apollo Théâtre (spectacle conférence)[17]